# 工藤綏夫
工藤 綏夫（くどう やすお、1921年6月3日 - 2015年1月17日）は、日本の倫理学者。秋田大学名誉教授。

## 略歴
秋田県生まれ。1946年東京文理科大学哲学科倫理学専攻卒、秋田大学教育学部助教授、教授、1985年定年退官、名誉教授、日本赤十字看護大学教授。
1995年勲二等瑞宝章叙勲。
2015年1月17日、老衰のため死去。93歳歿。没後に正四位に叙された 。

## 著書
- 『キルケゴール』（清水書院、センチュリーブックス 人と思想19） 1966、新装版 2014
- 『ニーチェ』（清水書院、センチュリーブックス 人と思想22） 1967、新装版 2014
- 『道徳教育の全体構造』（明治図書出版、現代教育全書） 1966
- 『人間の倫理 現代倫理への招待』（現代文化社） 1975

### 共編
- 『倫理学 社会生活と倫理』（小牧治, 山田英世共編、有信堂） 1958

## 参考記事
- 『ニーチェ』著者紹介